# Β-アスパルチル-N-アセチルグルコサミニダーゼ
β-アスパルチル-N-アセチルグルコサミニダーゼ(Beta-aspartyl-N-acetylglucosaminidase、EC 3.2.2.11)は、以下の化学反応を触媒する酵素である。
1-β-アスパルチル-N-アセチル-D-グルコサミニルアミン + 水{\displaystyle \rightleftharpoons }L-アスパラギン + N-アセチルグルコサミン
従って、この酵素は、1-β-アスパルチル-N-アセチル-D-グルコサミニルアミンと水の2つの基質、L-アスパラギンとN-アセチルグルコサミンの2つの生成物を持つ。
この酵素は加水分解酵素、特にN-グリコシル化合物を分解するグリコシダーゼに分類される。系統名は1-β-アスパルチル-N-アセチル-D-グルコサミニルアミン L-アスパラギノヒドロラーゼ(1-beta-aspartyl-N-acetyl-D-glucosaminylamine L-asparaginohydrolase)である。